# Mu2 Cygni
Título a ser usado para criar uma ligação interna é Mu2 Cygni.
Mu2 Cygni (78 Cygni) é uma estrela na direção da constelação de Cygnus. Possui uma ascensão reta de 21h 44m 08.46s e uma declinação de +28° 44′ 34.5″. Sua magnitude aparente é igual a 6.12. Sua magnitude absoluta é igual a . Pertence à classe espectral G2V.